# 拉明 (巴西)
拉明是巴西米纳斯吉拉斯州的一个市镇。总面积118.16平方公里，总人口3546人，人口密度30人/平方公里。